# Município de Ridge (condado de Van Wert, Ohio)
O município de Ridge (em inglês: Ridge Township) é um município localizado no condado de Van Wert no estado estadounidense de Ohio. No ano de 2010 tinha uma população de 3.192 habitantes e uma densidade populacional de 33,86 pessoas por km².

## Geografia
O município de Ridge encontra-se localizado nas coordenadas 40° 51′ 29″ N, 84° 31′ 18″ O. Segundo a Departamento do Censo dos Estados Unidos, o município tem uma superfície total de 94.27 km², da qual 93.76 km² correspondem a terra firme e (0.54%) 0.51 km² é água.

## Demografia
Segundo o censo de 2010, tinha 3.192 habitantes residindo no município de Ridge. A densidade populacional era de 33,86 hab./km². Dos 3.192 habitantes, o município de Ridge estava composto pelo 95.61% brancos, o 1.03% eram afroamericanos, o 0.06% eram amerindios, o 0.38% eram asiáticos, o 0.03% eram insulares do Pacífico, o 0.97% eram de outras raças e o 1.91% pertenciam a duas ou mais raças. Do total da população o 2.26% eram hispanos ou latinos de qualquer raça.